# 524 (tal)
524 är det naturliga heltal som följer 523 och följs av 525.

## Matematiska egenskaper
- 524 är ett jämnt tal.
- 524 är ett sammansatt tal.
- 524 är ett defekt tal.
- 524 är ett ulamtal.
- 524 är ett palindromtal i det ternära talsystemet.

## Inom vetenskapen
- 524 Fidelio, en asteroid.